# Myosotis ramosissima
Espèce
Myosotis ramosissima, le Myosotis rameux ou Myosotis hérissé, est une espèce de petites plantes herbacées annuelle ou bisannuelle de la famille des Boraginacées.